# Casey Bill Weldon
William „Casey Bill“ Weldon (* 10. Juli 1909 in Pine Bluff, Arkansas; † 28. September 1972 in Kansas City, Wyandotte County, Kansas, USA) war ein US-amerikanischer Bluesmusiker, der vor allem wegen seiner Fähigkeiten an der Steelguitar bekannt wurde.
Weldon spielte zwischen 1935 und 1938, vielfach zusammen mit anderen Musikern, hauptsächlich auf den Plattenlabeln Vocalion und Bluebird eine große Zahl von Schallplattenaufnahmen ein. In den 1920er Jahren heiratete er Memphis Minnie, mit der er ebenfalls Schallplatten aufnahm. Erst in letzter Zeit setzt sich die Erkenntnis durch, dass "Casey Bill" Weldon nicht mit William "Will" Weldon, der als Mitglied der Memphis Jug Band bereits in den 1920er Jahren Schallplattenaufnahmen machte, identisch ist.
Er benutzte eine National-Gitarre im sog. Hawaii-Stil, das heißt flach auf den Schoß gelegt, weshalb er auch als Hawaiian Guitar Wizard bezeichnet wurde. Seine Soli in dieser Technik waren emotional und unverwechselbar, sie beeinflussten den damals aufkommenden Chicago Blues.
Seine bekannteste Komposition We Gonna Move (To The Outskirts Of Town) übersprang die damals bestehende Grenze zwischen Blues und Jazz und ist von einer Reihe von Musikern gecovert worden, darunter Count Basie, Big Bill Broonzy, Ray Charles, Jazz Gillum, Louis Jordan, B. B. King, Leadbelly, Jimmy Rushing, Muddy Waters und Jimmy Witherspoon. Weldon schrieb auch Somebody Done Changed the Lock on My Door, gecovert von Louis Jordan (1945) und später von B. B. King.
Sein Spitzname "Casey Bill" oder auch "K. C. Bill" (man findet sie auf den Etiketten seiner frühen Schallplatten) ist eine Verballhornung von Kansas City.